# Hermann Bäuerle (Maler)
Hermann Bäuerle (* 13. Januar 1886 in Stuttgart; † 3. November 1972 in Stuttgart) war ein deutscher Maler und Radierer.

## Werdegang
Bäuerle studierte von 1901 bis 1903 an der Kunstgewerbeschule Stuttgart, von 1904 bis 1906 an der Kunstakademie Stuttgart bei Ludwig Habich (Bildhauerklasse) und bei Robert Poetzelberger (Zeichenklasse). Von 1906 bis 1912 wirkte er als Zeichner in einem Intarsienbetrieb. Von 1912 bis 1914 setzte er sein Studium an der Stuttgarter Kunstakademie fort, ab 1913 bei Heinrich Altherr in der Kompositionsklasse. Von 1914 bis 1918 war Bäuerle Sanitätssoldat in Frankreich, Polen und Russland. Von 1918 bis 1922 wurde er Meisterschüler von Heinrich Altherr.
Er war Gründungsmitglied der Stuttgarter Sezession und zeitweise Vorsitzender des Schwäbischen Künstler-Verbandes. 1943 erhielt Bäuerle Malverbot und wurde wegen „gesinnungsfeindlicher Haltung“ im Staatsgefängnis Stuttgart-Mitte inhaftiert. Nach 1945 engagierte sich Bäuerle intensiv für den Wiederaufbau des Kunstlebens in Württemberg. Von 1946 bis 1948 war er Vorsitzender des Verbandes Bildender Künstler in Württemberg und 1949 Mitinitiator bei der Wiedergründung der Stuttgarter Sezession.

## Ehrungen
- 1966: Verdienstkreuz am Bande der Bundesrepublik Deutschland